# Reggenza di Buton
La reggenza di Buton (in indonesiano: Kabupaten Buton) è una reggenza dell'Indonesia, situata nella provincia di Sulawesi Sudorientale.